# کلیفتون دیویس
کلیفتون دیویس (انگلیسی: Clifton Davis؛ زادهٔ ۴ اکتبر ۱۹۴۵) ترانه‌سرا، خواننده، کمدین و بازیگر اهل ایالات متحده آمریکا است. وی از سال ۱۹۷۱ میلادی تاکنون مشغول فعالیت بوده‌است.